# Debalcewo
Debalcewo (ukr. Дебальцеве, Debalcewe; ros. Дебальцево, Diebalcewo) – miasto na Ukrainie, w obwodzie donieckim. W 2015 liczyło 25 184 mieszkańców.
Ośrodek przemysłu maszynowego (urządzenia dla hutnictwa i przemysłu koksochemicznego); ważny węzeł kolejowy i drogowy.

## Historia
Pod koniec XIX wieku stacja pocztowa i donieckiej kolei żelaznej w powiecie sławiańskim guberni jekaterynosławskiej. Podczas rosyjskiej wojny domowej i bitwy o Donbas o tutejszy węzeł kolejowy toczyły się ciężkie walki w marcu i kwietniu 1919 r. Ostatecznie miejscowość została opanowana przez czerwonych w końcu 1919 r. razem z całym regionem w toku operacji donbaskiej.
Od 18 lutego 2015, po przegraniu przez ukraińską armię kilkudniowej bitwy w rejonie miasta, Debalcewo jest pod kontrolą prorosyjskich separatystów z Donieckiej Republiki Ludowej.